# Twin City Ice Tigers
Twin City Ice Tigers är en amerikansk bandyklubb från staden Minneapolis. Laget spelar i den högsta serien i USA.

### Fotnoter
1. ↑  http://www.usabandy.com/page/show/615106-division-i-2012-2013-?subseason=83572 
Division I - 2012-2013 Regular Season